# Казале Тезоро (Кјети)
Казале Тезоро (итал. Casale Tesoro) је насеље у Италији у округу Кјети, региону Абруцо.
Према процени из 2011. у насељу је живело 11 становника. Насеље се налази на надморској висини од 872 м.